# CSS Texas
CSS Texas - казематний броненосець типу «Коламбія» (у деяких джерелах типу «Теннессі»)  побудований для флоту Конфедеративних Штатів Америки. Будівництво корабля почалося у 1864, але недобудований корпус був захоплений федеральними військами  коли ще добудовувався.
Кіль корабля був закладений в м Ричмонд, штат Віргінія в січні 1865. На час евакуації сил генерала Роберта Лі з Річмонда 3 квітня 1865 корпус  залишився на військово-морській верфі Ричмонда, ставши одним з двох кораблів, які уникли знищення відступаючими військами Конфедерації. Наступного дня  федеральні війська увійшли в місто. Свій перший і єдиний рейс своїм ходом корабель здійснив 22 червня 1865 року. Корабель розглядався на предмет включення до складу флоту США, але з огляду на завершення бойових дій це рішення не було ухвалене. Згодом недобудований «Техас» відбуксирували в Норфолк, де і знаходився до 15 жовтня 1867 поки не був проданий на аукціоні на метал компанії JN Leonard & Co з Нью-Хейвена, штат Коннектикут  .
На відміну від ранніх броненосців Конфедерації, які нагадували прямокутні коробки зі скошеними кутами, каземат «Техасу» мав форму восьмикутника. Насамперед тому, що у ході будівництва його розміри урізали через критичну нестачу матеріалів. Корабель мав вісім гарматних портів. Шість з них призначалися для установки пари поворотних гармат, який могли стріляти у трьох напрямках: вперед і назад по курсу.
Відомості про озброєння «Техасу»  уривчасті. Однотипний корабель «Теннесі-2» ніс чотири 6,4 дюймових і два 7-дюймових гармати системи Брука (т.зв. "гвинтівок Брука") і жердинну міну, прикручену до корпусу. «Теннессі» ніс броню з трьох шарів дводюймових бронелистів. Рубка не прикріплювалась до корпусу, а була утворена піднесенням бортової броні. Згідно з деякими джерелами максимальна швидкість «Теннессі» становила близько п'яти вузлів. Екіпаж налічував 133 моряків. Залишається невідомим наскільки б «Техас» був схожий на «Теннессі» після завершення будівництва
Згідно з іншими джерелами «Техас» за проектом повинен був розвивати швидкість в 10 вузлів. Слід зазначити що «Теннесі-2» і «Техас» відрізнялися один від одного у деталях, зважаючи на брак матеріалів, особливо броні, також розрізнялися гармати і машини. У процесі будівництва у конструкцію вносилися зміни виходячи з досвіду боїв з флотом північан .

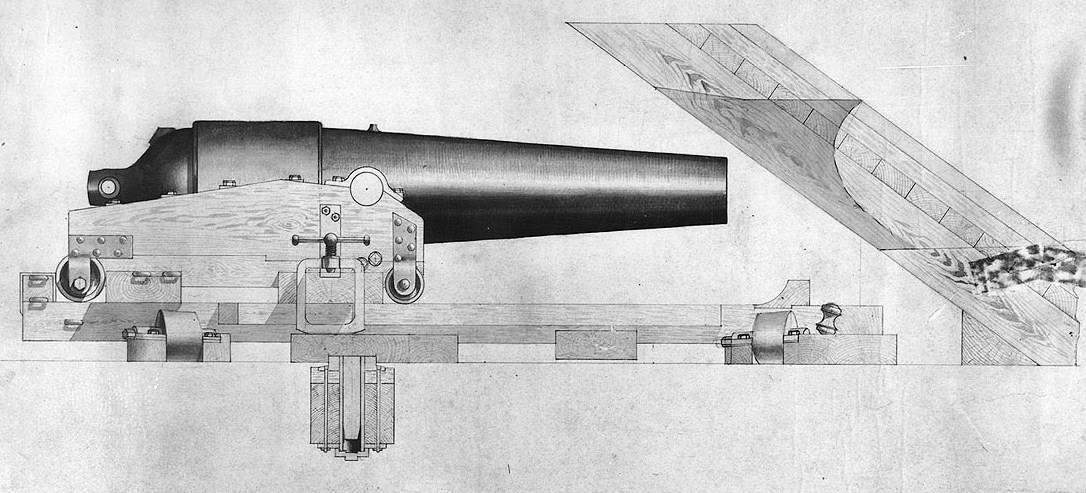
Схема розміщення поворотної гармати на броненосцеві «Техас»

### У популярній культурі
У фільмі «Сахара» головні герої знаходять  «Техас» у висохлій притоці Нігеру, куди корабель нібито прорвався з вантажем золотих зливків після падіння Ричмонда. 